# ببین (ترانه بیلی آیلیش)
«ببین» (به انگلیسی: Watch) ترانه‌ای از خواننده و ترانه‌نویس هنرمند اهل ایالات متحده آمریکا بیلی آیلیش است. این ترانه در آلبوم چندآهنگه به من لبخند نزن (۲۰۱۷) قرار گرفت. ترانه توسط برادر آیلیش فینیاس اوکانل نوشته و ضبط شده‌است و در ۳۰ ژوئن ۲۰۱۷ به عنوان سومین تک‌آهنگ ای‌پی توسط دارک‌روم و اینترسکوپ رکوردز منتشر شد.